# Piepergrund
Der Piepergrund ist ein 106,83 ha großes Naturschutzgebiet im Landkreis Uckermark in Brandenburg. Es liegt  nördlich von und direkt anschließend an Petershagen, einem Ortsteil der Gemeinde Casekow. Am nördlichen Rand des Gebietes verläuft die Landesgrenze zu Mecklenburg-Vorpommern.
Das Trockenrasengebiet steht seit dem 1. Februar 1997 unter Naturschutz.